# Hydriastele affinis
Hydriastele affinis là loài thực vật có hoa thuộc họ Arecaceae. Loài này được (Becc.) W.J.Baker & Loo mô tả khoa học đầu tiên năm 2004.